# هيكتور أونيل
هيكتور أونيل (بالإنجليزية: Héctor O'Neill)‏ هو سياسي أمريكي، ولد في 20 يونيو 1945 في الولايات المتحدة. حزبياً، نشط في الحزب التقدمي الجديد.